# Ngần Ngọc Nghĩa
Ngần Ngọc Nghĩa (* 20. Juli 1999 in Mộc Châu) ist ein vietnamesischer Leichtathlet, der sich auf den Sprint spezialisiert hat. Er ist momentaner Inhaber der Landesrekorde über 100 und 200 Meter.

## Sportliche Laufbahn
Erste internationale Erfahrungen sammelte Ngần Ngọc Nghĩa 2019 bei den Weltmeisterschaften in Doha, bei denen er im 100-Meter-Lauf mit 10,67 s bis in die zweite Runde gelangte, dort aber nicht mehr an den Start ging. 2022 nahm er an den Südostasienspielen in Hanoi teil und gewann dort in 20,74 s die Silbermedaille im 200-Meter-Lauf hinter dem Thailänder Puripol Boonson und belegte über 100 Meter in 10,64 s den fünften Platz. Zudem gelangte er mit der vietnamesischen 4-mal-100-Meter-Staffel mit 39,87 s auf Rang fünf. Im Jahr darauf belegte er bei den Südostasienspielen in Phnom Penh in 10,46 s den fünften Platz über 100 Meter und gewann in 20,84 s die Silbermedaille über 200 Meter hinter dem Thailänder Soraoat Dapbang. Anschließend schied er bei den Asienmeisterschaften in Bangkok mit 10,53 s und 21,20 s jeweils im Semifinale über 100 und 200 Meter aus.
In den Jahren 2017 und von 2019 bis 2021 wurde Ngần Ngọc vietnamesischer Meister im 100-Meter-Lauf sowie 2019 und 2020 auch in der 4-mal-100-Meter-Staffel und 2020 über 200 Meter.

## Persönliche Bestleistungen
- 100 Meter: 10,35 s (+0,7 m/s), 14. Dezember 2022 in Hanoi (vietnamesischer Rekord)
- 200 Meter: 20,74 s (0,0 m/s), 14. Mai 2022 in Hanoi (vietnamesischer Rekord)